# Niko Bellic

Niko Belić

Niko Bellic, este protagonistul jocului Grand Theft Auto IV. Este un emigrant sârb din Kosovo, fost soldat al războiului din Kosovo, care la 30 de ani se mută în Liberty City pentru a scăpa de grijile din trecut și pentru a trăi visul american. Niko a fost păcălit să vină în Liberty City de către vărul său, Roman, care îl minte zicând că trăiește într-un apartament de lux și are femei, jacuzzi-uri, mașini sport și mulți bani, chemându-l de fapt pentru a-l scăpa de probleme. În loc află că poveștile lui Roman erau exagerate; el trăiește într-un apartament mic și mizerabil, este patronul unei firme de taxi falimentare și are datorii (bani folosiți la jocuri de noroc) la cămătarii din Liberty City. Cel mai relevant aspect al personalității lui Niko este cinismul lui,dobândit în război.
Personajul apare și în pachetele de expansiune The Lost and Damned și The Ballad of Gay Tony. 

## Voce

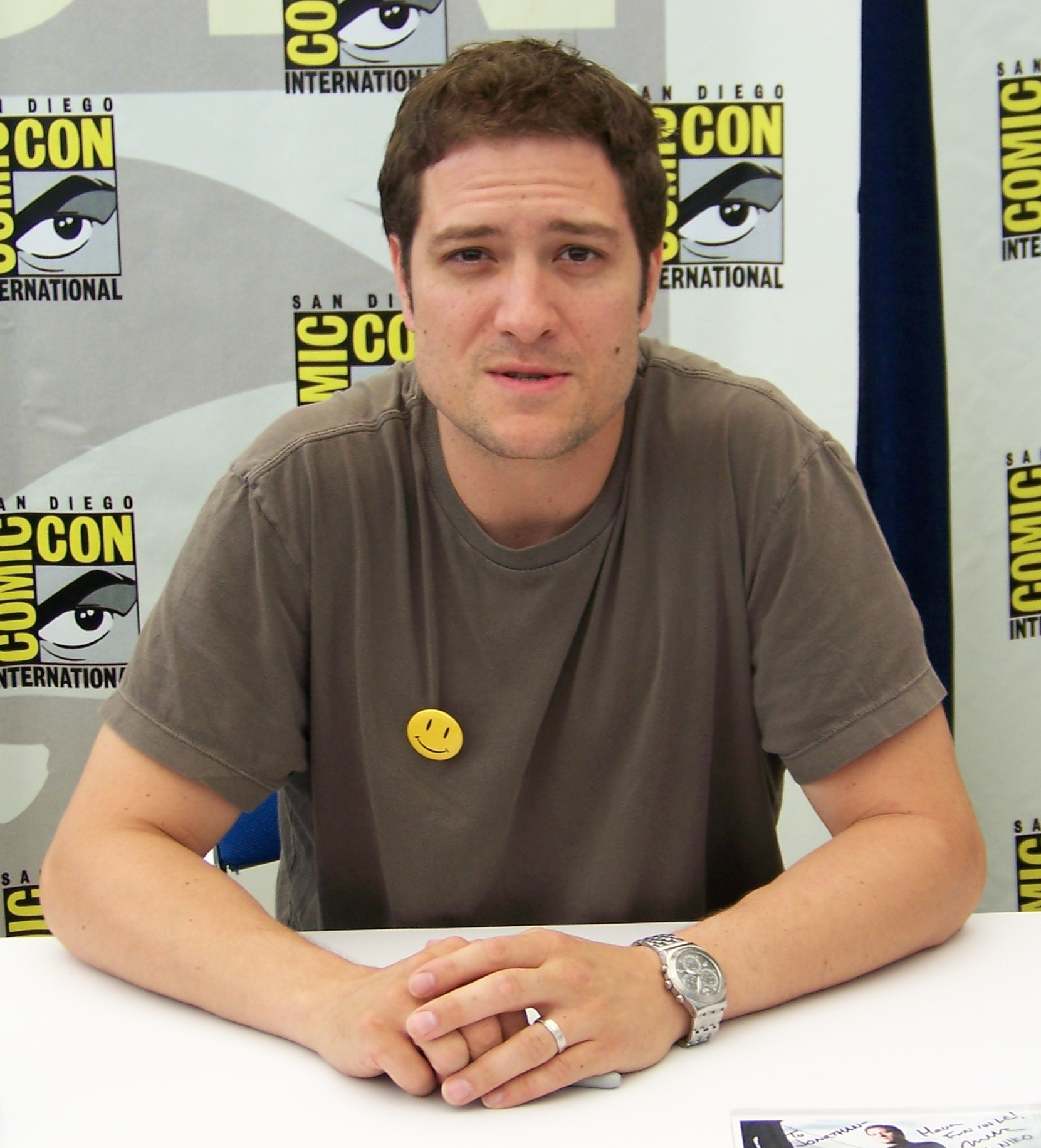
Michael Hollick, vocea lui Niko Belić, care a câștigat un premiu Spike TV pentru „Cea mai bună voce masculină într-un joc”

Vocea lui Niko Bellic este dată de Michael Hollick. Hollick a fost plătit cu 100.000 de dolari pentru dublajul care a durat 15 luni între anii 2006 și 2007. Hollick  a fost plătit cu 1050$ pe zi, cu 50% mai mult decât ceilalți actori vocali. Hollick a declarat pentru The New York Times că și-a dezvoltat talentul pentru dialecte în perioada când era student la secția de teatru a Universității Carnegie Mellon.